# Kvalifikace na Mistrovství světa ve fotbale 1998 (OFC)
Kvalifikace na Mistrovství světa ve fotbale 1998 zóny OFC určila účastníka mezikontinentální baráže proti čtvrtému celku zóny AFC.
Nejlepší čtveřice týmů zóny OFC byla nasazena přímo do druhé fáze. V první fázi byla šestice týmů rozdělena podle geografických kritérií do Melanéské a Polynéské skupiny. Obě se hrály na jednom centralizovaném místě. Vítěz Melanéské skupiny postoupil přímo do druhé fáze. Druhý tým Melanéské skupiny se utkal s vítězem Polynéské skupiny systémem doma a venku. Vítěz dvojzápasu postoupil do druhé fáze. Tam byla šestice celků rozlosována do dvou skupin po třech. Týmy se zde utkaly dvoukolově na jednom centralizovaném místě. Vítězové obou skupin druhé fáze se systémem doma a venku utkali o účast v baráži proti čtvrtému týmu zóny AFC.

## První fáze

### Melanéská skupina
| Poř. | Tým                 | Z | V | R | P | VG | IG | +/- | B |
| ---- | ------------------- | - | - | - | - | -- | -- | --- | - |
| 1    | Papua Nová Guinea   | 2 | 1 | 1 | 0 | 3  | 2  | 1   | 4 |
| 2    | Šalomounovy ostrovy | 2 | 0 | 2 | 0 | 2  | 2  | 0   | 2 |
| 3    | Vanuatu             | 2 | 0 | 1 | 1 | 2  | 3  | -1  | 1 |

| Datum              | Domácí              | Výsledek | Hosté               |
| ------------------ | ------------------- | -------- | ------------------- |
| 16. září 1996, Lae | Papua Nová Guinea   | 1 – 1    | Šalomounovy ostrovy |
| 18. září 1996, Lae | Šalomounovy ostrovy | 1 – 1    | Vanuatu             |
| 20. září 1996, Lae | Papua Nová Guinea   | 2 – 1    | Vanuatu             |

Papua Nová Guinea postoupila do druhé fáze. Šalomounovy ostrovy postoupily do předbaráže.

### Polynéská skupina
| Poř. | Tým             | Z | V | R | P | VG | IG | +/- | B |
| ---- | --------------- | - | - | - | - | -- | -- | --- | - |
| 1    | Tonga           | 2 | 2 | 0 | 0 | 3  | 0  | 3   | 6 |
| 2    | Samoa           | 2 | 1 | 0 | 1 | 2  | 2  | 0   | 3 |
| 3    | Cookovy ostrovy | 2 | 0 | 0 | 2 | 1  | 4  | -3  | 0 |

| Datum                          | Domácí | Výsledek | Hosté           |
| ------------------------------ | ------ | -------- | --------------- |
| 11. listopadu 1996, Nukuʻalofa | Tonga  | 2 – 0    | Cookovy ostrovy |
| 13. listopadu 1996, Nukuʻalofa | Samoa  | 2 – 1    | Cookovy ostrovy |
| 15. listopadu 1996, Nukuʻalofa | Tonga  | 1 – 0    | Samoa           |

Tonga postoupila do předbaráže.

## Předbaráž
| Datum                      | Domácí              | Výsledek | Hosté               |
| -------------------------- | ------------------- | -------- | ------------------- |
| 15. února 1997, Nukuʻalofa | Tonga               | 0 – 4    | Šalomounovy ostrovy |
| 1. března 1997, Honiara    | Šalomounovy ostrovy | 9 – 0    | Tonga               |

Šalomounovy ostrovy postoupily do druhé fáze díky celkovému vítězství 13-0.

## Druhá fáze

### Skupina 1
| Poř. | Tým                 | Z | V | R | P | VG | IG | +/- | B  |
| ---- | ------------------- | - | - | - | - | -- | -- | --- | -- |
| 1    | Austrálie           | 4 | 4 | 0 | 0 | 26 | 2  | 24  | 12 |
| 2    | Šalomounovy ostrovy | 4 | 1 | 1 | 2 | 7  | 21 | -14 | 4  |
| 3    | Tahiti              | 4 | 0 | 1 | 3 | 2  | 12 | -10 | 1  |

| Datum                   | Domácí              | Výsledek | Hosté               |
| ----------------------- | ------------------- | -------- | ------------------- |
| 11. června 1997, Sydney | Austrálie           | 13 – 0   | Šalomounovy ostrovy |
| 13. června 1997, Sydney | Austrálie           | 5 – 0    | Tahiti              |
| 15. června 1997, Sydney | Šalomounovy ostrovy | 4 – 1    | Tahiti              |
| 17. června 1997, Sydney | Šalomounovy ostrovy | 2 – 6    | Austrálie           |
| 19. června 1997, Sydney | Tahiti              | 0 – 2    | Austrálie           |
| 21. června 1997, Sydney | Tahiti              | 1 – 1    | Šalomounovy ostrovy |

Austrálie postoupila do finále.

### Skupina 2
| Poř. | Tým               | Z | V | R | P | VG | IG | +/- | B |
| ---- | ----------------- | - | - | - | - | -- | -- | --- | - |
| 1    | Nový Zéland       | 4 | 3 | 0 | 1 | 13 | 1  | 12  | 9 |
| 2    | Fidži             | 4 | 2 | 0 | 2 | 4  | 7  | -3  | 6 |
| 3    | Papua Nová Guinea | 4 | 1 | 0 | 3 | 2  | 11 | -9  | 3 |

| Datum                         | Domácí            | Výsledek | Hosté             |
| ----------------------------- | ----------------- | -------- | ----------------- |
| 31. května 1997, Port Moresby | Papua Nová Guinea | 1 – 0    | Nový Zéland       |
| 7. června 1997, Ba            | Fidži             | 0 – 1    | Nový Zéland       |
| 11. června 1997, Auckland     | Nový Zéland       | 7 – 0    | Papua Nová Guinea |
| 15. června 1997, Suva         | Fidži             | 3 – 1    | Papua Nová Guinea |
| 18. června 1997, Auckland     | Nový Zéland       | 5 – 0    | Fidži             |
| 21. června 1997, Port Moresby | Papua Nová Guinea | 0 – 1    | Fidži             |

Nový Zéland postoupil do finále.

## Finále
| Datum                     | Domácí      | Výsledek | Hosté       |
| ------------------------- | ----------- | -------- | ----------- |
| 28. června 1997, Auckland | Nový Zéland | 0 – 3    | Austrálie   |
| 5. července 1997, Sydney  | Austrálie   | 2 – 0    | Nový Zéland |

Austrálie postoupila do mezikontinentální baráže proti čtvrtému celku zóny AFC díky celkovému vítězství 5-0.